# 앙투안루이 바리
앙투안루이 바리(프랑스어: Antoine-Louis Barye, 1796년 9월 24일~1875년 6월 25일)는 프랑스의 동물 조각가이다. 앙투안루이 바리의 조각은 그의 아들 알프레드 바리(프랑스어: Alfred Barye)가 제작했으며, 수십 년 동안 자신의 서명을 하지 못하도록 강요받다가 결국 두 사람의 관계가 단절되었다.
낭만주의는 조각에 생명감을 되찾게 하여 주나, 조각의 활동은 아직 강대한 것이라고는 할 수 없었다. 그러나 작품에 정열을 쏟으며 형식적으로 묘사하는 제작이 아니고, 자연을 있는 그대로 직시하며 자연으로부터 배우고 자연으로부터 취재하여, 그것을 분방한 움직임을 품는 조각으로 나타낸 것은 바리였다. 바리는 금세공사(金細工師)의 아들로 태어났는데, 금세공술과 조각이 오묘하게 융화되어 있었다. 그는 한때 화가인 앙투안장 그로 밑에 있었으나, 아카데믹한 조각의 사장(師匠)보다도 그로의 회화로부터 강한 감화를 받았다. 생활을 유지하기 위하여 일하는 한편 파리의 식물원을 찾으며 그에 부속된 소규모 동물원에 열중하였다. 우리 속에 있는 맹수가 작가의 상상을 자극해 주었다. 당시 낭만주의의 화가도 맹수를 묘사하고 있었으나, 바리는 해부에 정통하여 맹수를 단순히 자연적으로 관찰하는 데 그치지 않고, 상상력을 발휘하여 맹수를 정글의 가장 맹렬한 싸움터에 옮겨 놓고 그 생사의 한 순간을 약동하는 매력이 넘치게 묘사하였다. 그의 작품 《사자와 뱀》(1833)은 일부에서는 찬사를 보냈으나 많은 사람의 공격 대상이 되어 살롱으로부터는 냉대를 받기도 하였다. 하지만 바리는 조각에 맹수라고 하는 전혀 새로운 제재를 채택하여 정글의 비극을 연상시키며 상박(相搏)하는 야생 동물을 정열적으로 묘사하는 작품을 낳았다. 뤼드는 작품에 생동감을 보였으나, 바리는 조각을 희곡으로까지 승화시켰다. 바리는 조각 이외에도 장식적인 제작에도 뛰어났었으며, 인상(人像)에도 《켄타우로스와 라피테》(1850)가 있고, 수채화와 유화에도 매력 있는 작품을 남기고 있다.

## 작품

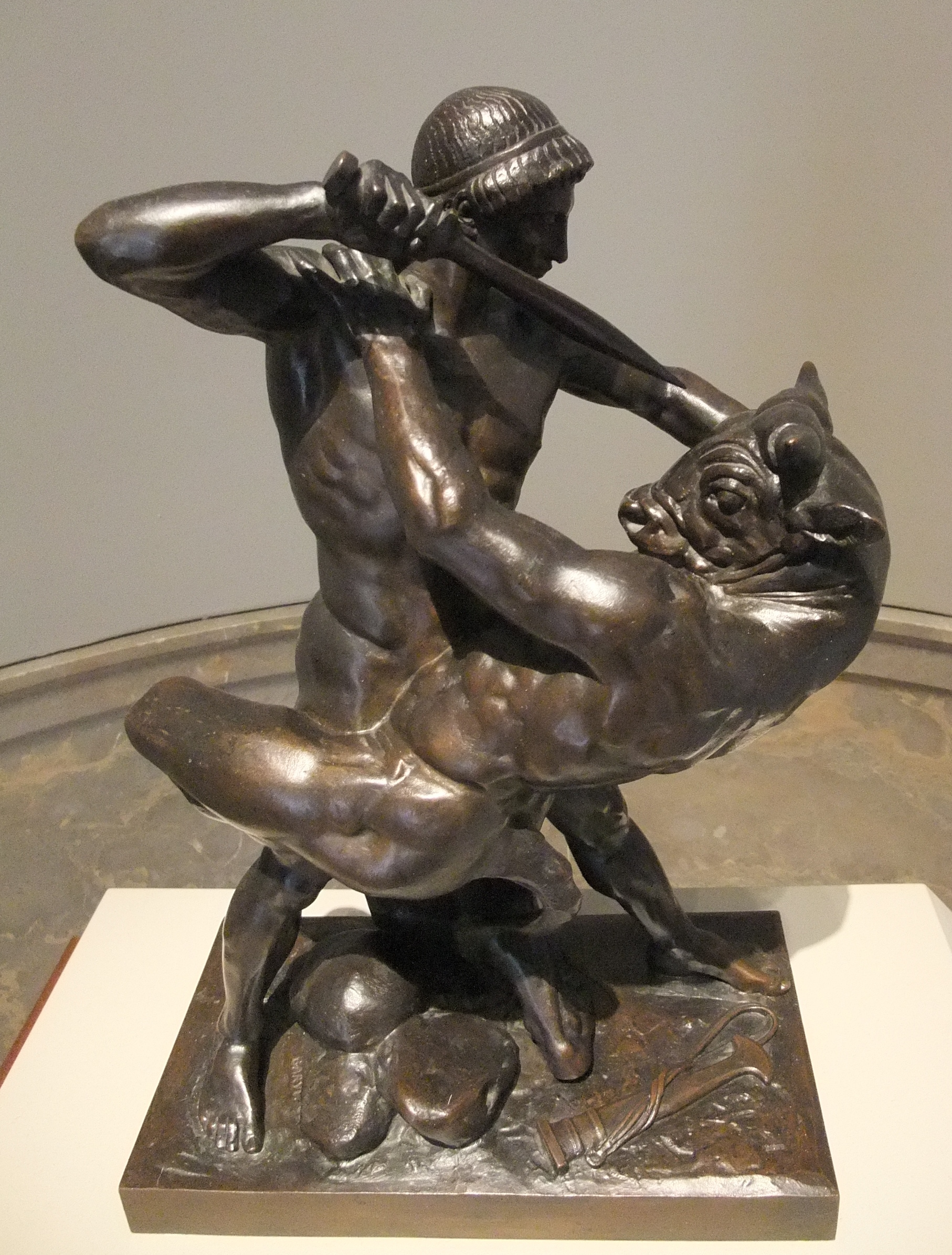
《미노타우로스를 베는 테세우스》, 1843년, 볼티모어 미술관
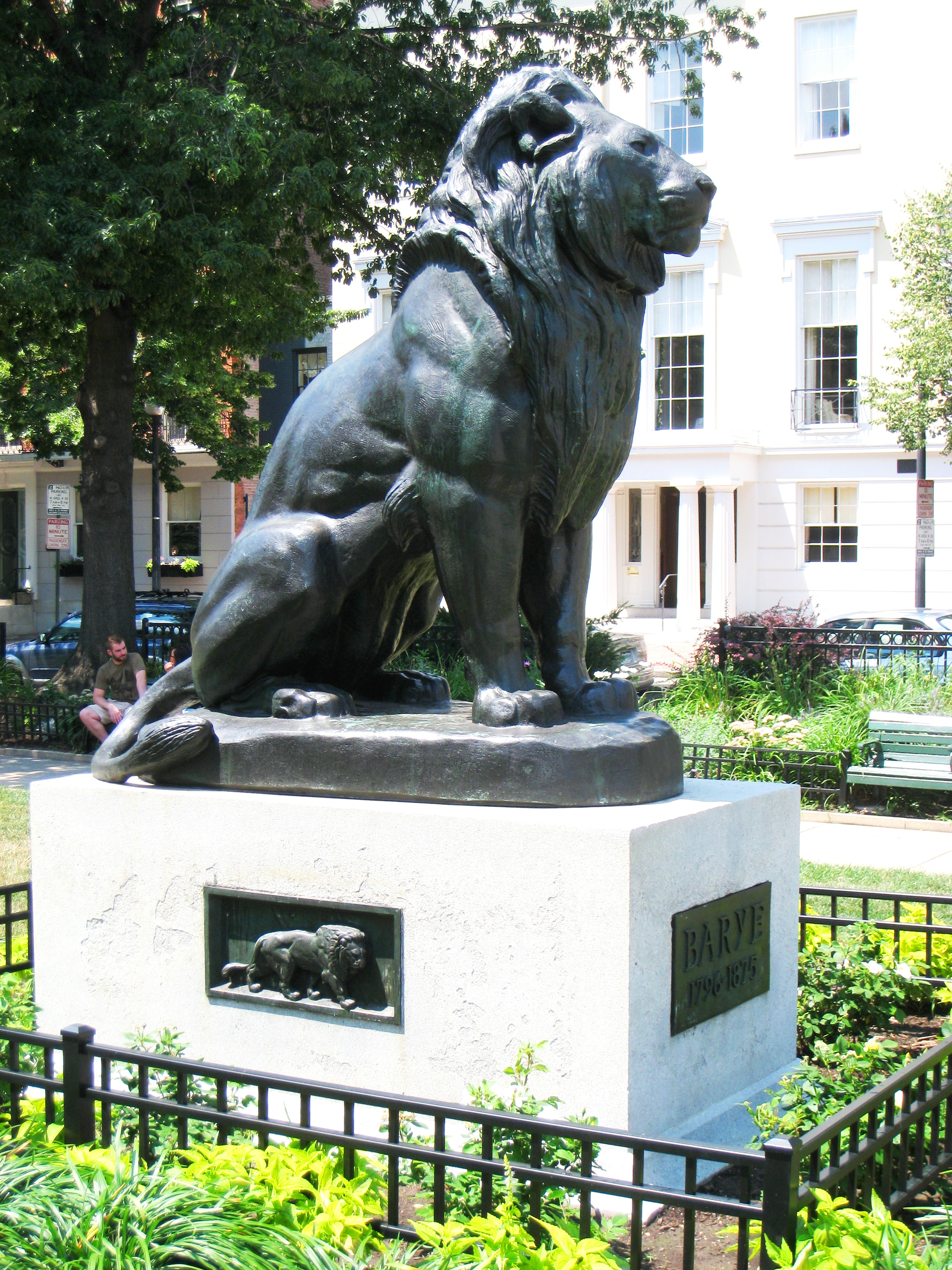
볼티모어에 있는 사자상
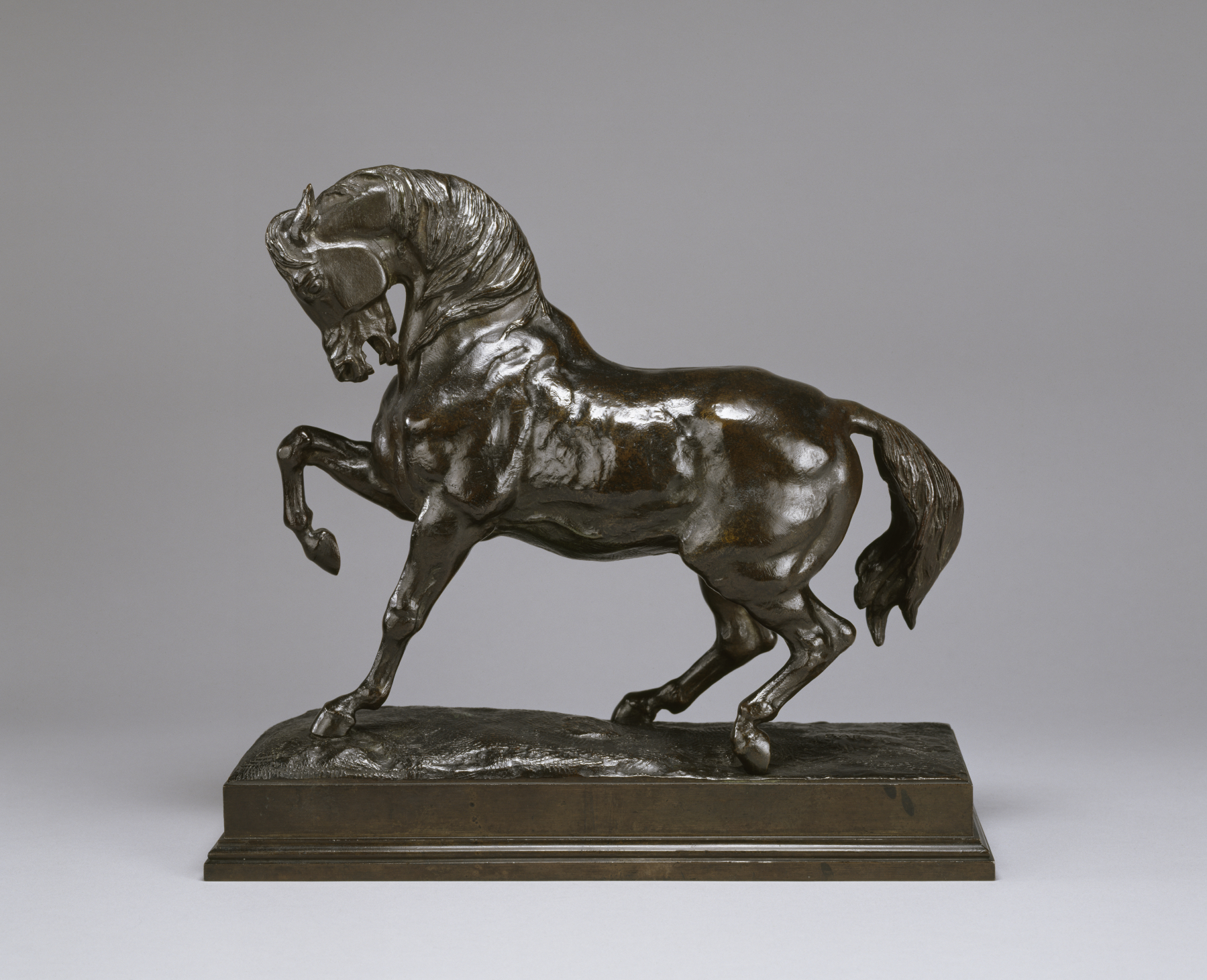
《터키 말》, 1844년, 월터스 미술관
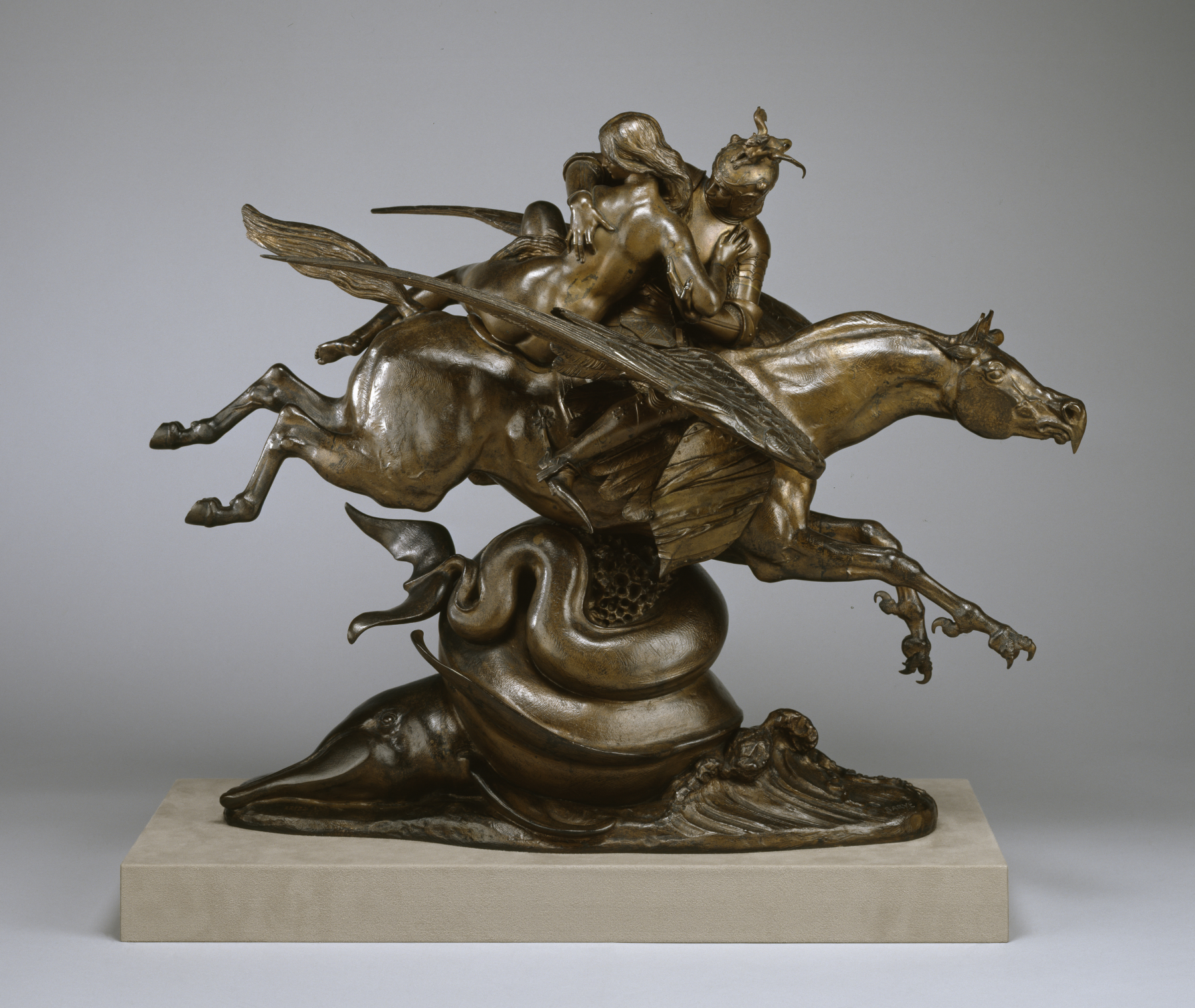
《히포그리프를 탄 로저와 안젤리카》, 1846년, 월터스 미술관
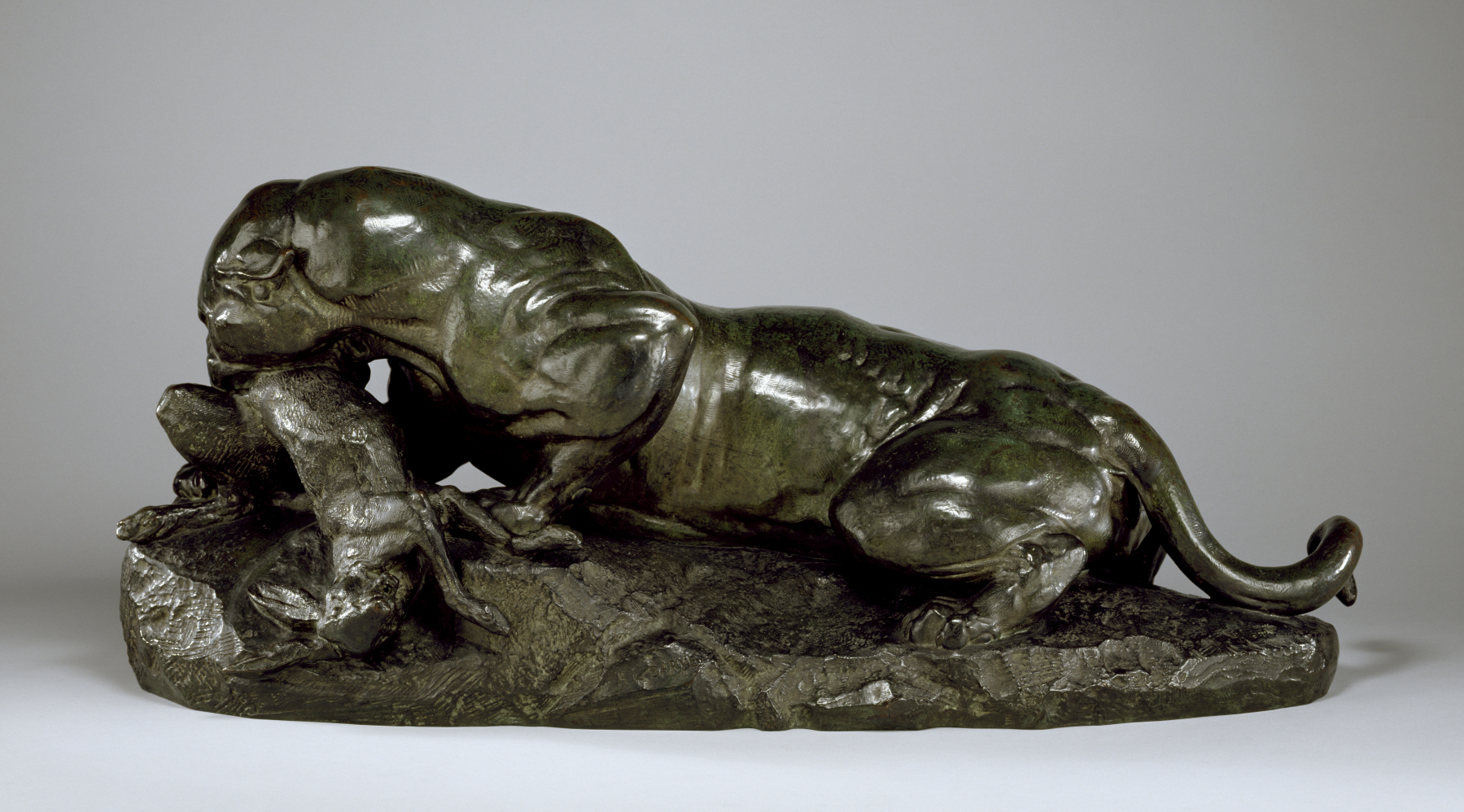
《토끼를 잡아먹는 재규어》, 1850년, 월터스 미술관
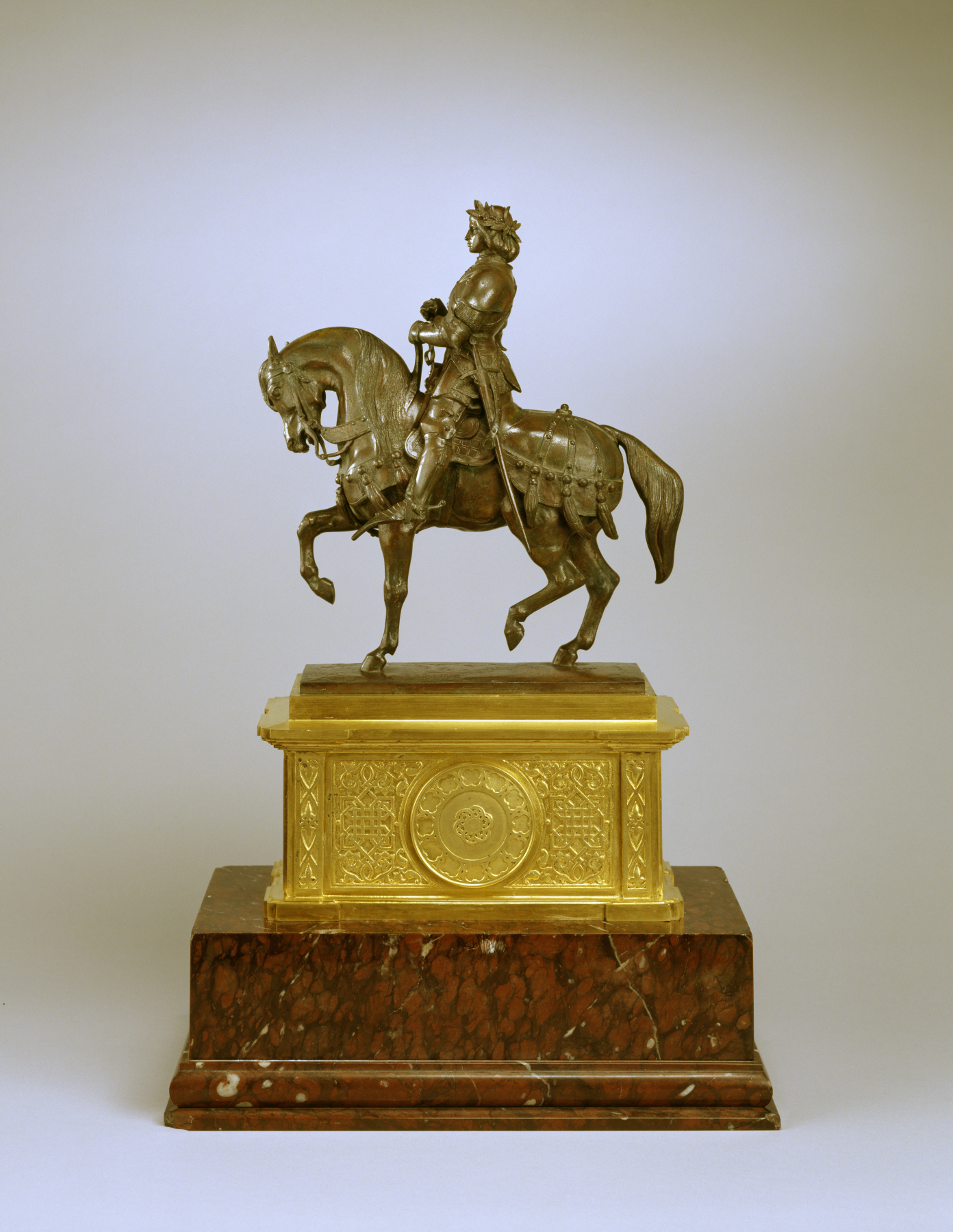
Charles VII, the Victorious, 월터스 미술관